# Vasselay
Vasselay is een gemeente in het Franse departement Cher (regio Centre-Val de Loire). De plaats maakt deel uit van het arrondissement Bourges. Vasselay telde op 1 januari 2022 1.569 inwoners.

## Geografie
De oppervlakte van Vasselay bedraagt 20,21 km², de bevolkingsdichtheid is 74 inwoners per km² (per 1 januari 2019).
De onderstaande kaart toont de ligging van Vasselay met de belangrijkste infrastructuur en aangrenzende gemeenten.

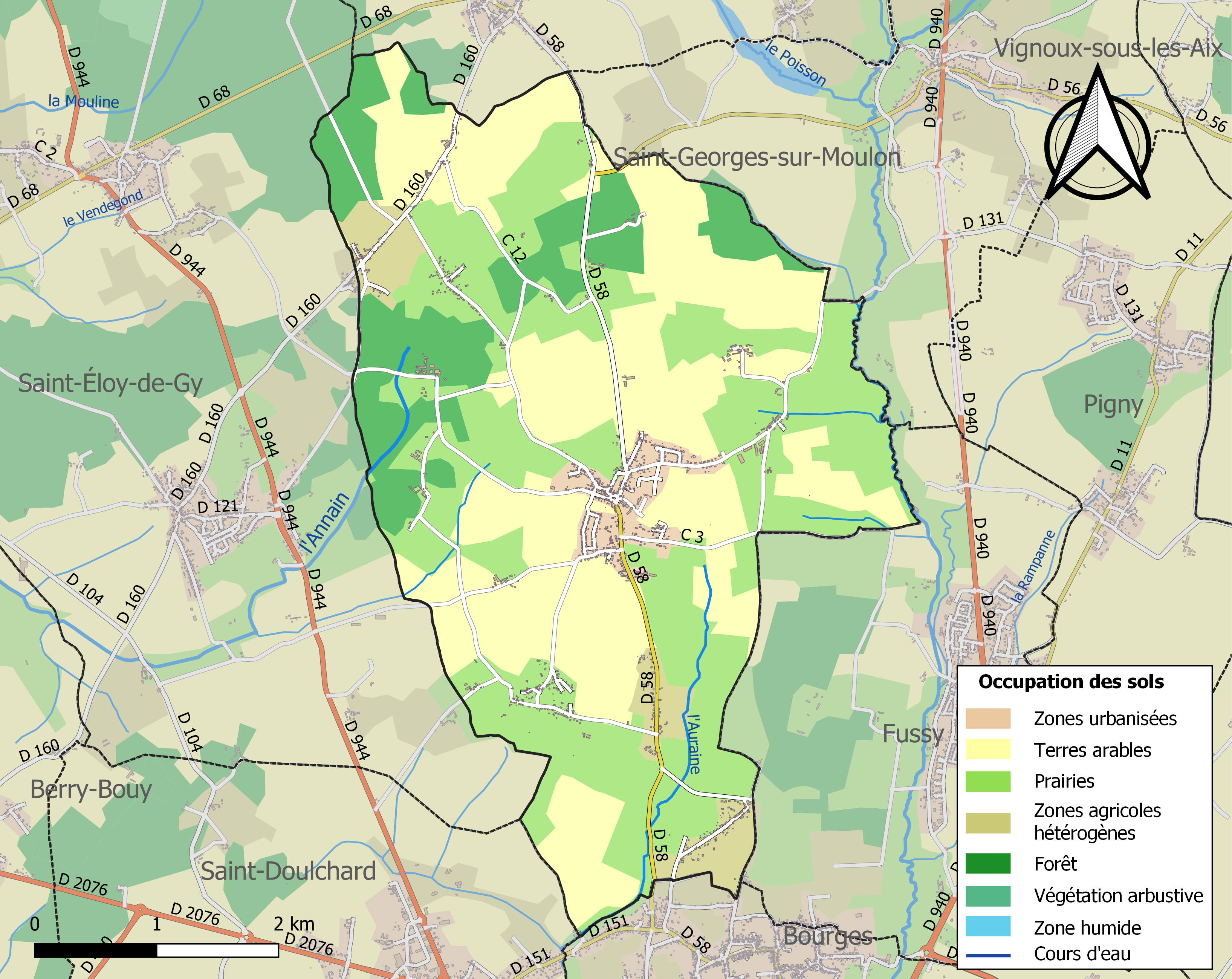

## Demografie
Onderstaande figuur toont het verloop van het inwonertal (bron: INSEE-tellingen).